# Conceição do Castelo
Conceição do Castelo es un municipio del estado de Espírito Santo, en Brasil.

## Geografía
Este municipio es atravesado por el río Castelo, principal afluente del río Itapemirim. Es un municipio rico en potencial hídrico y posee numerosas cascadas aguas cristalinas. Tiene el relieve más accidentado del estado, con 640 m de altitud en la cabecera municipal y el punto más alto a 1.502 m s. n. m. Goza de un clima de montaña tropical. La vegetación es exuberante y en su territorio está el 7% de la Mata Atlántica preservada en Espírito Santo.

## Historia
Históricamente fue poblado por los indios Puris, posteriormente por los europeos, principalmente de origen portugués e italiano, que desarrollaron la economía agrícola, actualmente volcada hacia el agroturismo.
El municipio fue creado el 6 de diciembre de 1963, desmembrándose de la ciudad de Castelo. La administración municipal fue instalada el 9 de mayo de 1964. A su vez, el distrito de Venda Nova, fue desmembrado de Conceição do Castelo el 6 de mayo de 1988, como nuevo municipio, con el nombre de Venda Nova do Imigrante.

## Fechas conmemorativas
- 9 de mayo – Emancipación política[3]
- a finales de agosto o principios de septiembre. – Exposición agropecuaria y Fiesta del Sanfoneiro (acordeonista)[4][5]
- 8 de diciembre – Día de la patrona, Nuestra Señora de la Inmaculada Concepción[6]